# Charles Tellier
Pour les articles homonymes, voir Tellier.

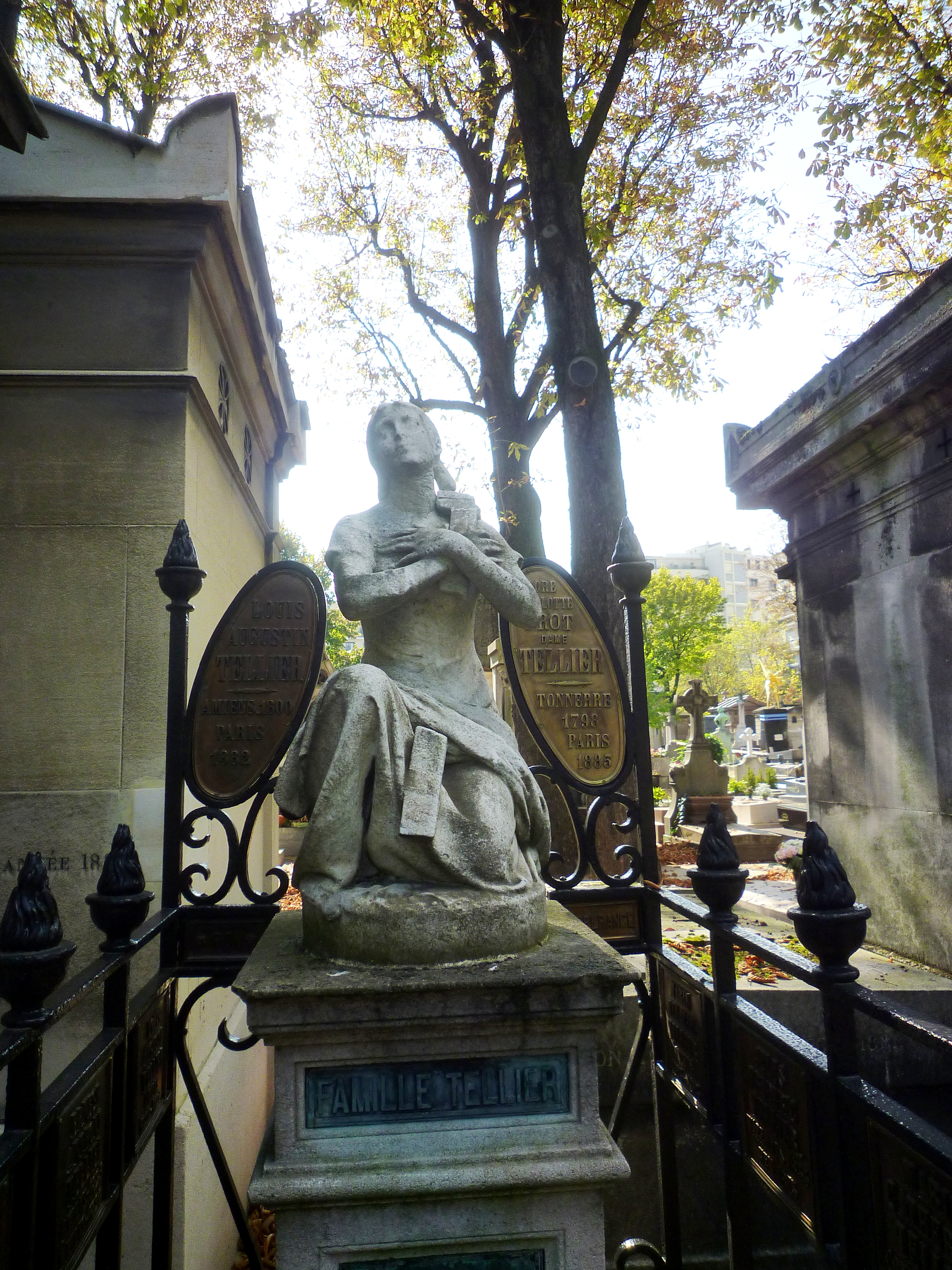
Tombe de Charles Tellier au cimetière de Passy (div. 5), à Paris.

Louis Abel Charles Tellier est un ingénieur français né le 29 juin 1828 à Amiens (Somme) et mort le 19 octobre 1913 dans le 16e arrondissement de Paris. 
Il est en 1876 à l'origine de travaux sur deux corps nouveaux, l'éther méthylique et la triméthylamine. Il crée à Auteuil en 1869, la première usine frigorifique dans le monde pour la conservation de la viande et des denrées alimentaires par le froid artificiel.

## Biographie
Fils d'un marchand épicier devenu industriel de la filature à Condé-sur-Noireau en Normandie mais ruiné par la Révolution de 1848, il étudie en faculté l'ammoniaque, un engrais concentré puis la production domestique de l'air comprimé.
Le projet sur la production domestique de l'air comprimé est présenté à la ville de Paris, mais le baron Haussmann qu'aucune idée audacieuse n'effraie lui donne ce conseil : « La glace manque à Paris quand les hivers sont chauds, vous devriez vous occuper de la fabriquer artificiellement. » À l'époque, pour conserver les denrées, on remplissait un grand puits appelé glacière de deux cents tombereaux de neige et de glace. Cette conservation héritée des Romains était aléatoire.
En 1856, Charles Tellier s'appuie sur les travaux de laboratoire de Faraday qui obtient une température de −11 °C et de Thilorien qui par liquéfaction arrivera à abaisser la température à −79 °C. Deux ans plus tard, il crée sa première machine frigorifique à circulation de gaz ammoniac liquéfié, pour la production du froid à usage domestique et industriel.
Cette invention qui bouleverse le monde moderne, est constamment améliorée et, en 1865, il construit une machine à compression mécanique à gaz liquéfié et l'installe dans l'usine de Noisiel du maître-chocolatier Menier. 
En 1876, le navire Frigorifique parti de Rouen rapporte de la viande à Buenos Aires en bon état de conservation après 105 jours de mer.
On doit également à Charles Tellier un nouveau procédé de séchage de la morue par air chaud qui avait séduit l'armateur Le Goaster.
Il s’est intéressé à l’énergie solaire, expérimentant dès 1885 un procédé de toits plats à circulation d’ammoniaque  et il a publié en 1890 La conquête pacifique de l’Afrique occidentale par le soleil .
Quelques années plus tard en 1879, il entreprend avec Alexandre (Louis-Ernest) Bure, comte héréditaire de Labenne, second fils naturel de Napoléon III et d'Eléonore Vergeot, dont la famille s'est installée à Paimpol, la construction d'une usine grâce à la fortune de la femme de ce dernier : le 12 mars 1879, Labanne épousait en secondes noces à Paris, Marie-Henriette Paradis, âgée de 22 ans, riche héritière d'un banquier décédé en 1871. Mais l'opposition de certains hommes politiques et d'industriels de la région finit par décourager Tellier et ses deux associés l'armateur Le Goaster et Labenne ; ce dernier, déjà malade, abandonne la partie et regagne Paris où il meurt au no  69 de la rue de Miromesnil, le 11 janvier 1882, à 36 ans. 
Charles Tellier a découvert et mis au point la méthode du refroidissement par cascades, qui rend un fluide facilement liquéfiable, comme l'anhydride sulfureux, utilisé pour déterminer la liquéfaction d'un autre liquide plus difficile à liquéfier, comme l'anhydride carbonique. Ce principe sera utilisé et rationalisé vingt ans plus tard.

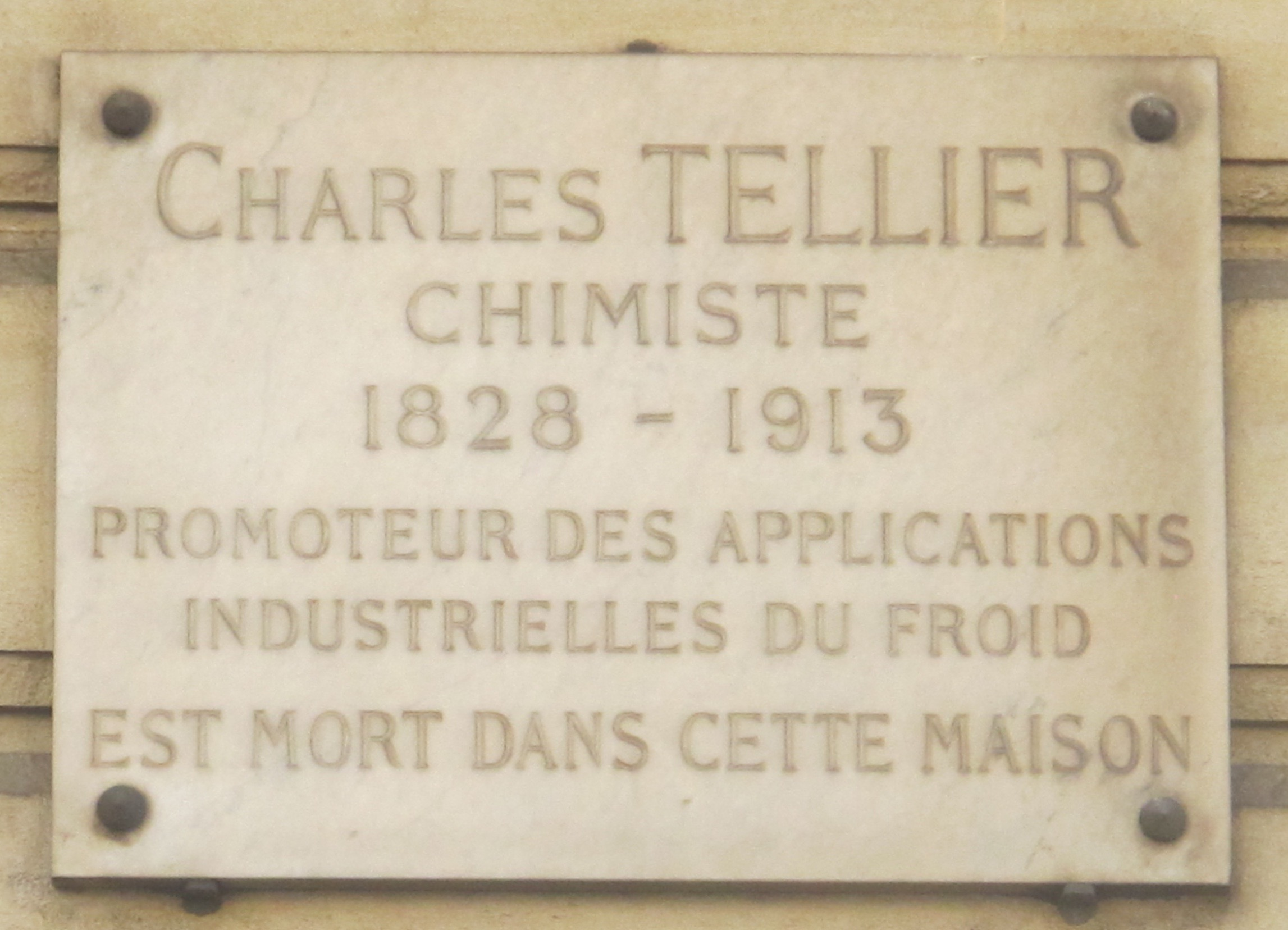
Plaque au 75 rue d'Auteuil (Paris).

Charles Tellier meurt à son domicile situé au no 75 de la rue d'Auteuil à Paris en 1913 dans la plus grande pauvreté et, peu avant de disparaître, il dira à un de ses proches : « Le convoi des pauvres m'attend, mais ce sort final des travailleurs ne m'effraie pas... ». Il repose au cimetière de Passy (caveau familial).

## Distinctions
- Chevalier de la Légion d'honneur (décret du 27 janvier 1912)[6]
- Médaille de la Société d'Encouragement au Progrès (Echelon Grande médaille d'Or, 1913)

## Hommages et postérité
Son nom a été donné à un paquebot et un méthanier des Messageries maritimes :
- Charles Tellier[7]
- Tellier[8]

Son nom a été donné au lycée de Condé-sur-Noireau, d'où son père était originaire.
Un timbre l'a honoré en 1956.
La rue Charles-Tellier se trouve dans le 16e arrondissement de Paris.
Un quai Charles-Tellier se trouve à Amiens. Une rue Charles-Tellier se trouve à Beauvais. Une rue Charles Tellier se trouve à Marseille.
Dans le « partido » de San Isidro de la province de Buenos Aires, on trouve une « calle Tellier » en son honneur, tout comme on trouve une « avenida Tellier » dans le « partido » de Merlo de la même province.
L'Association Française du Froid (AFF) a institué la médaille Charles Tellier pour honorer des personnalités ayant contribué de manière significative au développement des techniques frigorifiques.
Il est l'arrière-arrière grand père de l'artiste Sébastien Tellier.

## Œuvres
- L'Ammoniaque dans l'industrie, éd. Gaittet, 1866
- Les Chemins de fer départementaux ou d'intérêt local à bon marché, éd. E. Lacroix, 1867
- L'Impôt unique et ses conséquences, Librairie internationale, 1868
- Chauffage des vins et refroidissement des bières : étude pratique, J. Rothschild, 1869
- L'Impôt unique et l'invasion de 1870, impr. de J. Claye, 1870
- Instruction pour la production de la glace et sa conservation dans les campements militaires, J. Rothschild, 1870
- Conservation de la viande et autres substances alimentaires par le froid ou la dessication, Usine frigorifique d'Auteuil, 1871
- Du Froid appliqué à la production de la bière et à sa conservation, C. Tellier, 1872
- Importation des viandes fraîches de La Plata ou d'Australie, impr. de J. Claye, 1872
- Navigation mixte accélérée, impr. de E. Donnaud, 1875
- La Vie à bon marché, Roussel, 1880
- Étude sur la thermo-dynamique appliquée à la production de la force motrice et du froid, Paris-Auteuil, 1883
- Le Véritable Métropolitain, impr. de C. Schlaeber, 1885 (lire en ligne)
- Élévation des eaux par la chaleur atmosphérique, utilisation des chaleurs perdues, forces gratuites, éclairage gratuit, froid gratuit, J. Michelet, 1889
- La Conquête pacifique de l’Afrique occidentale par le soleil, J. Michelet, 1890
- Histoire d'une invention moderne, le frigorifique, C. Delagrave, 1910
- La Conservation de la viande et des matières organiques alimentaires par des moyens naturels, H. Dunod et E. Pinat, 1913